# Lijst van voetbalinterlands Slowakije - Verenigde Arabische Emiraten
Deze lijst van voetbalinterlands is een overzicht van alle officiële voetbalwedstrijden tussen de nationale teams van Slowakije en de Verenigde Arabische Emiraten. De landen speelden tot op heden drie keer tegen elkaar. De eerste ontmoeting, een vriendschappelijke wedstrijd, werd gespeeld in Sharjah op 2 februari 1994. Het was de eerste officiële interland voor de Slowaken na de vreedzame ontmanteling van Tsjecho-Slowakije. Het laatste duel, eveneens een vriendschappelijke wedstrijd, vond plaats op 22 maart 2018 in Bangkok (Thailand).

## Wedstrijden
| № | Plaats    | Datum            | Competitie        | Wedstrijd                                | Uitslag |
| - | --------- | ---------------- | ----------------- | ---------------------------------------- | ------- |
| 1 | Sharjah   | 2 februari 1994  | Vriendschappelijk | Verenigde Arabische Emiraten – Slowakije | 0 – 1   |
| 2 | Abu Dhabi | 10 december 2006 | Vriendschappelijk | Verenigde Arabische Emiraten – Slowakije | 1 – 2   |
| 3 | Bangkok   | 22 maart 2018    | Vriendschappelijk | Slowakije – Verenigde Arabische Emiraten | 2 – 1   |

## Samenvatting
| Competitie        | Totaal gespeeld | Winst Slowakije | Gelijk | Winst V.A.E. | Doelsaldo Slowakije – V.A.E. |
| ----------------- | --------------- | --------------- | ------ | ------------ | ---------------------------- |
| Vriendschappelijk | 3               | 3               | 0      | 0            | 5 – 2                        |
| Totaal            | 3               | 3               | 0      | 0            | 5 – 2                        |

## Details

### Eerste ontmoeting
De eerste ontmoeting tussen de nationale voetbalploegen van Slowakije en de Verenigde Arabische Emiraten vond plaats op 2 februari 1994. Het vriendschappelijke duel, bijgewoond door 20.000 toeschouwers, werd gespeeld in het Sharjah Stadion in Sharjah, en stond onder leiding van scheidsrechter Long Zin Zin uit China. Het duel werd gespeeld in het kader van een vierlandentoernooi, en betekende de eerste officiële interland van Slowakije sinds de vreedzame ontmanteling van Tsjecho-Slowakije.
| Vriendschappelijk (Sharjah, Verenigde Arabische Emiraten, 2 februari 1994): |              | |
| Verenigde Arabische Emiraten                                                | 0 – 1        | Slowakije |
|                                                                             | goals        | 47' Vladimír Weiss |
| Antoni Piechniczek                                                          | bondscoach   | Jozef Vengloš |
|                                                                             | opstellingen | Alexander Vencel Tomáš Stúpala Ľubomír Moravčík Michal Hipp Vladimír Kinder Ondrej Daňko Róbert Tomaschek Viliam Hýravý Vladimír Weiss Jaroslav Timko 75' Ľubomír Faktor |
|                                                                             | wissels      | 75' Vladislav Zvara |

### Tweede ontmoeting
De tweede ontmoeting tussen de nationale voetbalploegen van Slowakije en de Verenigde Arabische Emiraten vond plaats op 10 december 2006. Het vriendschappelijke duel, bijgewoond door 1.000 toeschouwers, werd gespeeld in het Zayed Sports City in Abu Dhabi, en stond onder leiding van scheidsrechter Abdul Hamid Ibrahim uit Qatar. Hij deelde drie gele kaarten uit. Bondscoach Ján Kocian liet tien spelers debuteren in de Slowaakse nationale ploeg: Matúš Kozáčik (Slavia Praag), Dušan Kuciak (MŠK Žilina), Peter Pekarík (MŠK Žilina), Pavol Farkaš (FC Nitra), Ľubomír Michalík (FC Senec), Michal Jonáš (ZŤS Dubnica nad Váhom), Pavol Majerník (MFK Košice), Tomáš Hubočan (MŠK Žilina), Michal Filo (ZŤS Dubnica nad Váhom) en Adam Nemec (MŠK Žilina).
| Vriendschappelijk (Abu Dhabi, Verenigde Arabische Emiraten, 10 december 2006):                                                                                      |              | |
| Verenigde Arabische Emiraten | 1 – 2        | Slowakije |
| Ismail Matar 90+1' (pen.) | goals        | 51' Michal Jonáš 54' Ľubomír Michalík |
| Bruno Metsu | bondscoach   | Ján Kocian |
| Valeed Saleem Humaid Fakher Abdul Rahim Mohammad Khamis Abdul Aziz Abdul Rahim Jumaa Faisal Khalil 75' Hilal Saeed 64' Ismael Mattar Salem Khamis Mohammad Omar 75' | opstellingen | 46' Matúš Kozáčik Peter Pekarík 46' Pavol Farkaš Maroš Klimpl Michal Jonáš Milan Ivana 65' Kamil Kopúnek 46' Pavol Sedlák 83' Mário Bicák 46' Stanislav Šesták Adam Nemec |
| Ali Abbas 64' Mohammed Srour 75' Hassan Ali 75' | wissels      | 46' Dušan Kuciak 46' Michal Filo 46' Ľubomír Michalík 46' Igor Žofčák 65' Pavol Majerník 83' Tomáš Hubočan                                                                |
| Humaid Fakher ??' | gele kaarten | 37' Kamil Kopúnek 69' Ľubomír Michalík |

SFZ · A-internationals · Bondscoaches · Statistieken · Slowaaks vrouwenelftal · Olympisch elftal · Slowakije U21 · Slowakije U20 · Slowakije U19 · Slowakije U18 · Slowakije U17 · Slowakije U16
1939 – 1944 · 1992 – 1999 · 2000 – 2009 · 2010 – 2019 · 2020 − 2029
EK's: 2016 · 2020 · 2024
WK's: 2010
OS: 2000
1939 · 1940 · 1941 · 1942 · 1943 · 1944 · 1945–1991 · 1992 · 1993 · 1994 · 1995 · 1996 · 1997 · 1998 · 1999 · 2000 · 2001 · 2002 · 2003 · 2004 · 2005 · 2006 · 2007 · 2008 · 2009 · 2010 · 2011 · 2012 · 2013 · 2014 · 2015 · 2016 · 2017 · 2018 · 2019 · 2020 · 2021
Algerije · 
Andorra · 
Argentinië ·
Armenië · 
Australië · 
Azerbeidzjan · 
België · 
Bolivia · 
Bosnië en Herzegovina · 
Brazilië · 
Bulgarije · 
Chili · 
Colombia · 
Costa Rica · 
Cyprus · 
Denemarken · 
Duitsland · 
Egypte · 
Engeland · 
Estland · 
Faeröer · 
 Finland · 
Frankrijk · 
Georgië · 
Gibraltar · 
Griekenland · 
Guatemala · 
Hongarije · 
Ierland · 
IJsland · 
Iran · 
Israël · 
Italië · 
Japan · 
Joegoslavië · 
Jordanië · 
Kameroen · 
Kazachstan ·
Koeweit ·
Kroatië · 
Letland · 
Libanon ·
Liechtenstein · 
Litouwen ·
Luxemburg · 
Malta · 
Marokko · 
Mexico ·
Moldavië · 
Montenegro ·
Nederland · 
Nieuw-Zeeland · 
Noord-Ierland ·
Noord-Macedonië ·
Noorwegen ·
Oeganda · 
Oekraïne · 
Oezbekistan · 
Oostenrijk · 
Paraguay · 
Peru · 
Polen · 
Portugal · 
Roemenië · 
Rusland · 
San Marino · 
Saoedi-Arabië · 
Schotland · 
Servië en Montenegro ·
Slovenië · 
Spanje · 
Thailand · 
Tsjechië · 
Turkije · 
Verenigde Arabische Emiraten · 
Verenigde Staten · 
Wales · 
Wit-Rusland · 
Zuid-Korea · 
Zweden · 
Zwitserland
Engeland (2016) ·
Nieuw-Zeeland (2010) · 
Polen (2021) · 
Rusland (2016) · 
Spanje (2021) · 
Wales (2016) · 
Zweden (2021)
UAEFA · A-internationals · Bondscoaches · Statistieken · Olympisch elftal · Vrouwenelftal van de Verenigde Arabische Emiraten · VA Emiraten U21 · VA Emiraten U19 · VA Emiraten U17
1972 – 1979 ·
1980 – 1989 ·
1990 – 1999 ·
2000 – 2009 ·
2010 – 2019 ·
2020 − 2029
OS 2012
Algerije ·
Andorra ·
Angola ·
Argentinië ·
Armenië ·
Australië ·
Azerbeidzjan ·
Bahrein ·
Bangladesh ·
Benin ·
Bolivia ·
Brazilië ·
Brunei ·
Bulgarije ·
Chili ·
China ·
Colombia ·
Costa Rica ·
Denemarken ·
Dominicaanse Republiek ·
Duitsland ·
Egypte ·
Estland ·
Filipijnen ·
Finland ·
Gabon ·
Gambia ·
Georgië ·
Haïti ·
Honduras ·
Hongarije ·
Hongkong ·
IJsland ·
India ·
Indonesië ·
Irak ·
Iran ·
Japan ·
Jemen ·
Joegoslavië ·
Jordanië ·
Kazachstan ·
Kenia ·
Kirgizië ·
Koeweit ·
Laos ·
Libanon ·
Libië ·
Litouwen ·
Maleisië ·
Malta ·
Marokko ·
Mauritanië ·
Moldavië ·
Myanmar ·
Nepal ·
Nieuw-Zeeland ·
Noord-Korea ·
Noorwegen ·
Oekraïne ·
Oezbekistan ·
Oman ·
Oost-Timor ·
Pakistan ·
Palestina ·
Paraguay ·
Peru ·
Polen ·
Qatar ·
Roemenië ·
Rusland ·
Saoedi-Arabië ·
Senegal ·
Singapore ·
Slovenië ·
Slowakije ·
Soedan ·
Sri Lanka ·
Syrië ·
Tadzjikistan ·
Thailand ·
Togo ·
Trinidad en Tobago ·
Tsjechië ·
Tunesië ·
Turkmenistan ·
Uruguay ·
Venezuela ·
Vietnam ·
Wit-Rusland ·
Zuid-Afrika ·
Zuid-Korea ·
Zweden ·
Zwitserland